# ジェノブレイカー
ジェノブレイカー (GENO BREAKER) は、トミー（現タカラトミー）より販売されている『ゾイド』シリーズに登場する架空の兵器。本記事では機体バリエーションの概要についても記載。

## 概要
『ゾイド』第2期シリーズ（1999年 - 2006年）に登場。背景ストーリーである『ゾイドバトルストーリー』では主役機の一つとして活躍したほか、1999年9月4日に放送されたアニメ『ゾイド -ZOIDS-』では主人公のライバル機として登場した。媒体ごとに異なる設定を持つ。
2000年当時に発売された商品の開発はトミー（現タカラトミー）の苑田文明が担当した。フリーラウンドシールドを装備するアイデアはヘリック共和国軍の対ブレードライガー用というストーリーやキャラクター性を加味したもので、初期稿にはウイングスラスターの代わりに4基の砲塔を装備したものも存在した。また、画稿段階ではハイパーキラークローの外側の爪を大型化するアイデアもみられたが、これは製品版では採用されていない。

## 設定解説
| ジェノブレイカー GENO BREAKER | ジェノブレイカー GENO BREAKER |
| ----------------------------- | --- |
| 番号                          | EZ-034 |
| 所属                          | ガイロス帝国・武器開発局（ZAC2100年秋時点） →特務隊（ZAC2101年夏時点） →高速戦闘隊（ZAC2101年夏～ZAC2202年初頭） |
| 配備数                        | 10機（ZAC2100年秋時点） |
| 分類                          | ティラノサウルス型 |
| 全長                          | 23m |
| 全高                          | 13.7m |
| 重量                          | 137.5t |
| 最高速度                      | 345km/h |
| 乗員人数                      | 1名 |
| 武装                          | ハイパーキラーファング×1 ハイパーキラークロー×2 ハイパーストライククロー×2 レーザーチャージングブレード×1 NZR複合センサー×1 集束荷電粒子砲×1 ウィングスラスター×2 荷電粒子コンバーター×1 フリーラウンドシールド（エクスブレイカー）×2 ウエポンバインダー（上:AZ140mmショックガン/下:AZ80mmビームガン/側面:マイクロポイズンミサイルポッド）×2 アンカー×2 放熱システム |
| 主な搭乗者                    | リッツ・ルンシュテッド（バトルストーリー） ハンナ・ハンナ（機獣新世紀ZOIDS） レイヴン（ゾイド） |

『ゾイドバトルストーリー』におけるジェノブレイカー
先行型ジェノザウラーとヘリック共和国軍のブレードライガーの交戦データを参考に、ガイロス帝国軍がジェノザウラーを強化した機体。「魔装竜」の異名を持つ。
総合性能ではブレードライガーを凌駕する性能を誇るジェノザウラーであったが、格闘性能では近接戦闘に特化したブレードライガーに劣り、直接対決では不利な側面を併せ持っていた。そのため、格闘能力・機動力・防御力・火力のあらゆる面でブレードライガーを凌駕する機体として設計されており、火力においては後発機のバーサークフューラーをも上回る。
その代償として、操縦性はジェノザウラーよりさらなる悪化を招いた。ごく少数ながら量産されたジェノブレイカーであったが、その性能を引き出せるパイロットはほとんど存在しなかった。
アニメ『ゾイド-ZOIDS-』におけるジェノブレイカー
同作においては、レイヴンが搭乗していたジェノザウラーRをオーガノイド・シャドーが進化させた機体となる。詳細は#ジェノブレイカーRSを参照。
『ZOIDS concept art』シリーズにおけるジェノブレイカー
『ZOIDS concept art』と世界観を同じくする『ゾイドオリジナル』のコミカライズ版『ゾイドSS』のエピローグにおいてシルエットが登場するが、本編で活躍することはなかった。一方で、タカラトミーの広報においてはジェノザウラーの強化型機体として設定されていた旨と、デススティンガーの神経系から製作された制御ブリンカーが用意されていたとしている。
『HMM（ハイエンドマスターモデル）』におけるジェノブレイカー
対ブレードライガー戦用装備である「ブレイカーユニット」を装備したジェノザウラーの強化型とされる。ギュンター・プロイツェン元帥直轄の特殊戦闘員「レイヴン」にも「リッツ・ルンシュテッド中尉」の実働データを待たずして、ほぼ同時期にジェノブレイカーが与えられた。詳しい戦闘データは不明だが、この「レイヴン」の機体が本来のスペックを完全に叩き出せた唯一のジェノブレイカーだとされる。また、実際に正式なジェノブレイカーとして調整された機体は「リッツ・ルンシュテッド中尉」のプロトタイプ第1号機を改造したものも含め、5機にも満たないものとされている。戦場ではそれ以上の機体が確認されているが、これは量産型ジェノザウラーにブレイカーユニットなど他の追加装備を施しただけの「ジェノザウラー・ブレイカーユニット装備型」である。また、追加装備の開発経緯は元々中型ゾイド用の突撃戦闘装備として開発されたものとし、ジェノザウラーへの装備が再度検討され、専用装備として生まれ変わったとしている。同解説においては、ジェノブレイカーと呼ばれる多くの場合、量産された数が多いこちらのものを示す。機体性能は本来のジェノブレイカーには遠く及ばず、さらには装備の過重量からジェノザウラーの運動性さえも発揮出来ず、唯一スラスターを作動している場合のみ機動性はジェノブレイカーのものになったとされる。それでも現行ゾイド以上の戦闘力を誇り、エースパイロット（そのポテンシャルを引き出せたパイロットはほとんどいなかったが）が乗ることによって共和国軍の通常ゾイドとの戦闘では十二分にその力を発揮し申し分ない戦果を挙げた。また前線の兵士の士気をあげるのにも大幅に役立ったと言われている。「ジェノブレイカー」という名称は共和国軍における「レオマスター」同様、ジェノザウラータイプのスペックを超えた能力を引き出したゾイド乗りとその機体に与えられた称号とされている。一方で、「HMM ジェノブレイカー　レイヴン仕様」の説明書においてはHMMジェノブレイカーで記述された設定は言及されず、ジェノブレイカーはエヴォリューション・コクーンによってジェノザウラーから進化したというアニメ版に準拠した経緯となっている。また、2020年に発売されたリパッケージ版の解説においては、『ゾイド公式ファンブック』に準じた説明となっている。

### 武装・装備
ハイパーキラーファング
ジェノブレイカーの牙部。
ハイパーキラークロー
本体前脚の爪部。
ハイパーストライククロー
本体後脚の爪部。
レーザーチャージングブレード
頭部に装備された展開式の剣。背部のスラスターのパワーを用いて敵機を刺突する。
NZR複合センサー
頭部に装備される。
集束荷電粒子砲
ジェノザウラーから引き続き装備された兵装で、砲身にはビームを集束するためのリングが設置されている。
荷電粒子コンバーターの採用で出力が30%向上し、10数機の敵を同時に撃破可能となった。ブレードライガーのEシールドであっても、この荷電粒子砲の連続発射を受け続ければ耐えることはできない。最大出力時ならばゴジュラス級ゾイドを一撃で消滅させることも可能だが、その際は反動によって一時的に機体の機能が停止するデメリットも伴う。
ウィングスラスター
背部に装備された機動力強化のための大型可変式スラスター。これによって高機動・超高速と長距離ジャンプが可能となっており、ジェノブレイカーは最高速度・運動性ともにブレードライガーを凌駕することとなった。
荷電粒子コンバーター
バックパックの基部に内蔵される。この装備によって荷電粒子砲の出力は30%向上し、連続発射も可能となった
フリーラウンドシールド
バックパック両側に可動アームを介して接続される特殊チタン合金製のシールド。ブレードライガーのEシールド以上の防御力を誇る。
シールド内側には特殊チタン合金製の巨大なハサミ状の刃「エクスブレイカー」を装備。中型ゾイドなら容易く切り裂き、ブレードライガーのレーザーブレードをへし折る威力を持つ。フリーラウンドシールドの内側にはエクスブレイカーを駆動するためのマッスルシリンダーも内蔵されている。
ウエポンバインダー
両脚部に装備された射撃兵装。2門の砲身のうち上段は実弾兵器のAZ140mmショックガン、下段は光学兵器のAZ80mmビームガンとなる。側面には展開式のマイクロポイズンミサイルポッドを装備する。
アンカー
ジェノザウラーより引き続き搭載された、荷電粒子砲の発射時の反動に耐えるための両脚部のアンカー。
放熱システム
尾部に内蔵。荷電粒子砲の発射時の余剰熱を放出する。

## キット
EZ-034 ジェノブレイカー
大まかな構造や電動ギミックはジェノザウラーと同じ。ジェノザウラーのパーツも揃っており、ジェノブレイカーとジェノザウラーのコンパチキットとも言えるが、組み直す際には頭部を分解する必要がある。
フリーラウンドシールドは支持架に関節が設けられ、広い可動域を有する。その他の手動ギミックは、ジェノザウラーと共通のものに加え、レーザーチャージングブレードの前後スイング、ウエポンバインダーの俯仰（およびミサイルポッドの開閉）、エクスブレイカーの開閉、ウイングスラスターの上下動。
背中の装備パーツが多く、同サイズのゾイドと比べ重量がある。そのため、「歩行させた後は足のキャップを確認し、ゆるんでいる場合は付け直すように」という注意書きが説明書に付属されている。また、多少ジェノザウラーよりも歩行させた際の直進性に欠ける。ちなみに、説明書には「ジェノザウラー」と誤記されている部分がある。当初生産されていたキットにはレイヴンとユージン「1/72ゾイドフィギュアコレクション」からの流用となるオーガノイド・シャドーのフィギュアが付属していたが、2008年3月の再発売版からは付属せず、パッケージも一部変更されている。
ジェノブレイカー 限定 ゾイドコア・ドットコムオリジナル
ゾイドコア・ドットコムにて3000個限定販売。2003年2月28日発売。
キットは、装甲が黒、フレームが朱色に成型色変更されているほかは、シールも含め通常のジェノブレイカーのキットと同様の形状。なお、ジェノザウラーのパーツはそのまま残されているため、アニメ『ゾイド -ZOIDS-』第43～44話に登場したジェノザウラーRの再現も推奨されていた。
AZ-12 ジェノブレイカー
2026年3月発売予定。リアルさとアニメの再現性に近づけるため恐竜のような歩行形態である他、手動でアニメ劇中の「荷電粒子砲発射形態」を変形させることも可能。歩行と同時にエクスブレイカーが可動し両目と口内の荷電粒子砲、ゾイドコアが発光。この他、レーザーチャージングブレードの可動、ウェポンバインダーの開閉、荷電粒子コンバーター回転が可能。パーツを差し替えることでノーマルカラーや赤いジェノザウラーに組み立て可能。レイヴン（GF編）とシャドー、一般兵士のフィギュアが付属。シャドーは差し替えにより翼の開閉が可能。

### HMMシリーズ
EZ-034 ジェノブレイカー
HMMシリーズ第10弾。2009年2月発売。カラーリングを変更したジェノザウラー本体と新規追加パーツのセット。ただし、こちらではジェノザウラーの頭部火器とパルスレーザーライフルは付属しない。
2020年11月には、金型改修後の仕様に準拠した本体にデカールと無色クリアアイパーツを同梱したリパッケージver.が発売された。
EZ-034 ジェノブレイカー レイヴン仕様
2012年11月発売。シリーズ第35弾。ジェノザウラー レイヴン仕様の金型改修後の再発売であるが、レイヴン仕様として発売。フリーラウンドシールドは彩色済み。ロケットアンカー再現パーツとレイヴンとシャドーのフィギュアに加え、シャドー合体状態のゾイドコアも付属。また、ジェノブレイカー レイヴン仕様カスタマイズメッキパーツセットが2013年2月に発売された。

## 作中の活躍

### バトルストーリー
『ゾイド公式ファンブック』
『ゾイド公式ファンブック2』にて初登場。ZAC2100年7月にガイロス帝国軍・ニクシー基地にてリッツ・ルンシュテッド搭乗機のジェノザウラーを改修し、完成する。その後、同時期の第二次全面会戦の失敗に伴う帝国軍の敗走を受け、これを支援するために出撃する。二手に分かれて撤退する友軍の一つと、追撃する共和国軍の待つヘスペリデス湖へ半日かけて到着したジェノブレイカーは、エクスブレイカーによってコマンドウルフやゴドスといったゾイドを撃破し、荷電粒子砲によって10数機のゾイドを一掃していく。その最中、量産型ブレードライガーと交戦。ロケットブースター全開で攻撃するブレードライガーを難なく回避し、荷電粒子砲の連射でEシールドをダウンさせると、格闘戦に移行。ブレードライガーの右側面レーザーブレードをエクスブレイカーで破壊し、レーザーチャージングブレードの一撃でキャノピーを貫き撃破した。さらに共和国軍が渡る橋を上空から荷電粒子砲で破壊し、友軍の撤退は成功した。
同年9月。レッドラストの戦いにおいて「ウルトラザウルス・ザ・デストロイヤー」の砲撃によって同地の部隊が壊滅したことと、その砲撃能力によってニクシー基地が脅威に曝されたことから、ウルトラザウルス迎撃のために幾つかの帝国ゾイドと共にリッツ・ルンシュテッド機のジェノブレイカーも出撃した。同年10月。7度の防衛戦を突破し、レッドラストにてブレードライガーAB（アーサー・ボーグマン搭乗機）と交戦する。だが、その矢先に暴走したデススティンガーが二機のゾイドコアを狙って戦闘に介入する。ジェノブレイカーとブレードライガーABの2機は共にデススティンガーを撃破すべく交戦。最終的にはブレードライガーABが盾になり犠牲になりつつも、戦闘中にブレードライガーから引きちぎれたレーザーブレードをジェノブレイカーがデススティンガーの頭部に打ち込み、撃破することに成功した。
バトルストーリー作中ではリッツ・ルンシュテッド搭乗機を除いたジェノブレイカーの明示的な活躍は見られないが、ZAC2101年の夏にはガイロス帝国軍の特務隊において、デススティンガーと共に配属が確認されている。また、ZAC2101年の夏～ZAC2002年の初頭にかけては同国軍の高速戦闘部隊への配属が確認できる。

### 漫画
『機獣新世紀ZOIDS』では親衛隊所属のハンナ・ハンナ少尉の乗機として登場する。レイヴンのバーサークフューラーの演習相手を務めるも、瞬く間に破壊されている。

### 『ZOIDS妄想戦記』
『ZOIDS妄想戦記』の「魔装竜の天麩羅」では、帝国軍のアダムス大尉の乗機として配備されている。本作においても非常に扱いにくい上、僚機を威嚇する問題ゾイドとして描かれている。

## ゲーム
『ゾイド -ZOIDS- 邪神復活!〜ジェノブレイカー編〜』では、最終ボス戦前にバンたちの前に立ちはだかる。
『ZOIDS2 ヘリック共和国VSガイロス帝国』でジェノザウラーと、ジェノザウラーレイヴン仕様機と共に登場する。アニメ『ゾイド -ZOIDS-』で見られたEシールド展開機能と拘束アンカーが再現されている。共和国仕様となった場合、後述する青いカラーとなる。
『ゾイドインフィニティ』
ジェノザウラーを初期設定機体としてある程度対戦を進めると、ジェノブレイカーに乗り換えることも可能。
『ゾイドフルメタルクラッシュ』では、洗脳された共和国軍のシュネル・クラージュ少佐が操縦する青いジェノブレイカーが、特定ルートにて登場。機体色以外はノーマル機との違いは見受けられない。
『ゾイドVS.II』においてはリッツ・ルンシュテッドの仕様機が「ジェノブレイカーR」という呼称で登場する。
その他、ゲームボーイカラー用ゲームソフト『ZOIDS 〜白銀の獣機神ライガーゼロ〜』にも登場。
『ゾイドワイルドインフィニティブラスト』ではプレイアブル機体として参戦。惑星Zi産ゾイドを地球の環境に適合する形態で復元した結果、ゾイドワイルドシリーズの機体とほぼ同スケールの状態で登場する。

## バリエーション

### ジェノブレイカーRS
| ジェノブレイカーRS | ジェノブレイカーRS |
| ------------------ | --- |
| 番号               | EZ-034RS Zi-034 |
| 分類               | ティラノサウルス型 |
| 全長               | 23m |
| 全高               | 13.7m |
| 重量               | 137.5t |
| 最高速度           | 345km/h |
| 武装               | ハイパーキラーファング×1 ハイパーキラークロー×2 ハイパーストライククロー×2 レーザーチャージングブレード×1 NZR複合センサー×1 集束荷電粒子砲×1 ウィングスラスター×2 荷電粒子コンバーター×1 フリーラウンドシールド（エクスブレイカー）×2 ウエポンバインダー（上:AZ140mmショックガン/下:AZ80mmビームガン/側面:マイクロポイズンミサイルポッド）×2 アンカー×2 |
| 乗員人数           | 1名 |
| 主な搭乗者         | レイヴン（ゾイド -ZOIDS-） |

アニメ『ゾイド -ZOIDS-』第二部に登場したレイヴンの乗機。
レイヴンに付き従うオーガノイド・シャドーが独断で形成した光の繭「エヴォリューション・コクーン」により、ダークカイザー（ギュンター・プロイツェン）から与えられたジェノザウラーRから進化した機体。ガイロス帝国・ヘリック共和国の連合軍の10個師団以上もの戦力を壊滅に追い込む戦闘力を持ち、一度はバン・フライハイトのブレードライガーにも圧勝した。ジェノザウラーとは異なり、ホバリング中でも荷電粒子砲の発射することが可能で、両脚が固定されることより方向転換が出来ない弱点が解消された。その威力は師団レベルの戦力を一度に消失させるほどにパワーアップした。第49話では脚部のスラスターを利用した360°全方位への荷電粒子砲による砲撃も行った。加えてEシールドの展開も可能となっており、師団レベルの一斉砲火にすら耐え切る防御力を持っている。ジェノザウラー時に有していた拘束アンカーの射出機能も健在となる。
ただし、その代償として他のオーガノイドより高い能力を有するシャドーですら、合体時にフルパワーを発揮できる時間はわずか3分間という制約を持つ。シャドーが合体すると目の色が赤から青に、フリーラウンドシールドの一部が黒色に変化する特徴がある。また、終盤においては頭部の先端が白に変化している。
第50話にてリーゼが、元々黒いジェノザウラーが赤に変化した理由をヒルツに質問していたが、劇中で言及されることはなかった。
作中の活躍
アニメ『ゾイド -ZOIDS-』
第47話から登場。ジェノザウラーRを元にオーガノイドのシャドーによって形成された光の繭『エヴォリューション・コクーン』から誕生した。この繭に対しガイロス帝国軍とヘリック共和国軍の連合軍は複数の師団による繭への集中攻撃を敢行するものの、その完璧な防御機能に本体どころか繭にすら打撃を与えることは出来ず、連合軍の目の前でジェノザウラーの進化形態「ジェノブレイカー」が誕生し、その姿を現した。包囲網を粉砕した上で追撃に出た帝国軍のゾイド部隊を一蹴（この時はオーガノイドのシャドーが操縦していた）。さらにレイヴンの搭乗後は追撃に出たアーバインのコマンドウルフを一撃で破壊、追撃部隊を壊滅させた。
第50話の対ジェノブレイカー包囲作戦『デルタフォーメーション』を展開するバンたちとの戦闘では、アンカーを切断されたが、直後に空中からの荷電粒子砲による砲撃でゴジュラスとコマンドウルフの1個師団を瞬時に殲滅し、バンのブレードライガーを崖下へ転落させた。
その後、第57話におけるブレードライガーABとライトニングサイクスと再戦を果たす。ガンスナイパー部隊の特殊徹甲弾によりEシールドを撃ち抜かれ、ブレードライガーのレーザーブレードの一撃で片側のフリーラウンドシールドを切断されつつも、互いに最後の一手を見舞おうとした瞬間、覚醒したデススティンガーの遠距離からの荷電粒子砲による無差別攻撃を受け、合体の制限時間を迎えたシャドーがついに機能を停止。そして、戦闘のダメージが癒えないまま単機でヒルツが搭乗するデススティンガーに挑み返り討ちに遭うが、奇跡的に生還しリーゼと共にダークカイザーらに反旗を翻す。
第66話の古代都市イヴポリスでの戦闘では、ダークカイザーの尖兵である搭乗者不明の3機のジェノザウラーに苦戦しつつも全機撃破し、バンと共にヒルツの操る完全体デスザウラーとの決戦に臨む。ウルトラザウルスの重力砲（グラビティカノン）による突撃を敢行するバンを援護するためにデスザウラーのEシールドを荷電粒子砲による集中照射で破壊し、突破口を開く活躍を見せた。
漫画『ゾイドバトルストーリー』
アニメ版と同様にレイヴンの乗機として活躍。初登場のエピソードでは基地を挟撃するディバイソンやブレードライガーに対し迎撃に出るも、返り討ちにあい撃退されている。
その後、ヒルツの搭乗するデススティンガーに吸収され、その上半身は合成ゾイドのパーツとなった。
呼称
「ジェノブレイカーRS」の呼称はゾイドバトルカードゲームに登場した際のもので、RSとはレイヴンスペシャルの略。同カードゲームにおいて同名のカードは2枚存在するが、『エキサイティングブースター』では「ジェノブレイカーRaS」というカードが個別に収録されている。なお、アニメ『ゾイド -ZOIDS-』ではジェノブレイカーと呼称される。

### ジェノブレイカージェット
| ジェノブレイカージェット | ジェノブレイカージェット |
| ------------------------ | ------------------------ |
| 番号                     | なし                     |
| 所属                     | 不明                     |
| 分類                     | ティラノサウルス型       |
| 全長                     | 23m                      |
| 全高                     | 13.7m                    |
| 重量                     | 137.5t                   |
| 最高速度                 | 345km/h                  |
| 乗員人数                 | 1名                      |
| 主な搭乗者               | アイダベル フローラベル  |

ジェノブレイカーは予備パーツを兼ねた試験機として10体ほどのコピー機が生産され、その後に武器開発局に配備された。その中でも本機は格闘力と運動性能をさらに高め、そしてフェライト塗装による黒玉（ジェット）のような漆黒のカラーリングが施された特殊任務用機体がこのジェノブレイカージェットである。
作中の活躍
初出はウェブコミック『ZOIDS妄想戦記』「双子の魔女」。本作ではノーマル機と同様の外形のタイプAと、頭部と背部装備の形状が異なるタイプBの二機種が登場する。共和国との前線が入り組む山岳地帯において、双子の姉妹アイダベルとフローラベルが帝国軍から提供された双子のコアを持つ機体に搭乗。ゴジュラスギガと交戦した。

### ジェノシザース
| ジェノシザース | ジェノシザース                                                             |
| -------------- | -------------------------------------------------------------------------- |
| 番号           | EZ-034SC                                                                   |
| 所属           | ガイロス帝国                                                               |
| 分類           | ティラノサウルス型                                                         |
| 全長           | 23.0m 41.7m                                                                |
| 全高           | 12.9m                                                                      |
| 重量           | 145.7t 139t                                                                |
| 最高速度       | 320km/h                                                                    |
| 乗員人数       | 1名?                                                                       |
| 主な搭乗者     | オーピス（SAGA2）                                                          |
| 武装           | 固定装備 エクスブレイカー 荷電粒子砲 アサルトビーム砲 ウエポンラック ―(防) |

機獣新世紀ゾイド公式ファンブック2巻に掲載。エクスブレイカーが大型化し、接近戦においてほぼ無敵の強さを誇るとされる改造ジェノブレイカー。背部にはスラスターに替わり、CP-08 パイルバンカーユニット二基とジェノザウラーのパルスレーザーライフル二門を搭載。尾は二基延長し、頭部のブレードは2連砲に変更されている。青を基調とした配色が特徴。
『ゾイドバトルカードゲーム』のカードではその能力としてバーサークフューラーに先駆けて拡散荷電粒子砲を装備している。「SAGAシリーズ」にも登場し、『SAGA2』ではファントム騎士団四天王のオーピスが乗り込んでいる。

### ジェノブレイカーGS
| ジェノブレイカーGS | ジェノブレイカーGS                                          |
| ------------------ | ----------------------------------------------------------- |
| 番号               | なし                                                        |
| 所属               | 皇帝軍（ファントム騎士団）                                  |
| 全長               | 23.0m                                                       |
| 重量               | 137.5t                                                      |
| 最高速度           | 345km/h                                                     |
| 武装 装備          | 固定装備 バスターキャノン 荷電粒子砲 ― ウエポンラック ―(防) |

ゲームボーイアドバンス用ゲームソフト『ZOIDS SAGA』に登場した改造ジェノブレイカー。ファントム騎士団四天王の「白虎」ことゲイル・タスクの専用機である。射撃攻撃に特化され、フリーラウンドシールドにはエクスブレイカーに替わり、バスターキャノン（CP-10 ゴジュラスキャノンセットやブロックスカスタマイズパーツGとは異なる）と呼ばれる火器が二門ずつ計四門装備されている。機体色は白。

### ジェノスフィアー
| ジェノスフィアー GENO SPHERE | ジェノスフィアー GENO SPHERE |
| ---------------------------- | ---------------------------- |
| 所属                         | ガイロス帝国                 |
| 分類                         | ティラノサウルス型           |
| 全長                         | 23.0m                        |
| 全高                         | 12.2m 13.2m                  |
| 重量                         | 191.6t 140.0t                |
| 最高速度                     | 311km/h 275km/h              |

小学館「ゾイド改造マニュアル」に掲載された改造ジェノブレイカー。フリーラウンドシールドはキャノリーユニットを装備した円形パーツに改変され、あらゆる攻撃を変換して自機のエネルギーとする機能を持つ。荷電粒子砲の砲身と荷電粒子コンバーターも二連装となり、強化された。
初出は小学館の学年誌となる。雑誌掲載時では、ジェノザウラーの対ブレードライガー戦の結果を踏まえ、ジェノブレイカー開発の過程で作られた派生機の一つとして位置付けられていた。また、機体両側の円形パーツは「Eスフィアー」と呼称され、空間をゆがめることで敵の攻撃を防ぐ装備として設定されていた。

### サンダーシザース
| サンダーシザース | サンダーシザース   |
| ---------------- | ------------------ |
| 所属             | ガイロス帝国       |
| 分類             | ティラノサウルス型 |
| 全長             | 23.0m              |
| 全高             | 15.7m              |
| 重量             | 225.0t             |
| 最高速度         | 305km/h            |

『ゾイド改造マニュアル』、『ゾイドバトラー雷牙』に登場した改造ジェノブレイカー。フリーラウンドシールドにエクスブレイカーが1基ずつ増設され、尾部には刃が計四本設置されている。
呼称は掲載資料によって「サンダーシザース」と呼ばれるものと、「ジェノシザース」と記述されるもので揺れが見られる。
初出は『小学四年生』2000年4月号となるが、同誌の掲載段階では固有の名称が定められておらず、フリーラウンドシールドにサンダーシザース、尾部にサンダーアックスと呼ばれる追加の刃を増設した改造作例であった。
作中の活躍
『ゾイドバトラー雷牙』においてはゾイドジム破りの少年が使用する改造作品として登場。緒戦でコマンドウルフを破るも、バーニングライガーのテールエンドブレードを受け右側のフリーラウンドシールドを損壊。バランスを崩し敗北した。

### ゴッド・オブ・デス
| ゴッド・オブ・デス | ゴッド・オブ・デス |
| ------------------ | ------------------ |
| 所属               | ガイロス帝国       |
| 分類               | ティラノサウルス型 |
| 全長               | 23.0m              |
| 全高               | 13.7m              |
| 重量               | 188.0t             |
| 最高速度           | 365km/h            |

『ゾイド改造マニュアル』、『ゾイドバトラー雷牙』に登場した改造ジェノブレイカー。接続部に巻き取り式チェーンが存在し、フリーラウンドシールドを射出することが可能。また、背部のウイングスラスターの数は倍となった。機体色は黒と金。
初出は『小学五年生』2000年10月号、および『小学六年生』2000年10月号。雑誌掲載時点では改造されたシールド部が「ジェットフリーラウンドシールド」と記述されていた。
作中の活躍
『ゾイドバトラー雷牙』においてはゾイドコロシアム編において、バーチャバトルの実力者である桐島丈の使用する改造作品として登場。こちらでは改造されたフリーラウンドシールド部がロケットブレイカーと呼称される。ロケットブレイカーや荷電粒子砲を駆使してバーニングライガーを追い詰めるが、テールエンドブレドによってロケットブレイカーのチェーンを断たれ、レーザーブレードによって撃破されている。

### ジェノシザーズ
学年誌『小学三年生』2000年10月号に登場。両腕が延長され、ツインシザーズという刃が取り付けられている。また、機体色は青色となっている。ストーリー中では「ブレードライガースラッシュ」を追い込むも、ウルトラザウルスの攻撃を受け窮地に立たされる。その後は「フラッシュサイクス」の援護を受けている。
表記は一定しておらず、登場前の巻号による予告では「ジェノブレード」、本記事では「ジェノシザーズ」、その他に「シザーザウラー」という記述もみられる。単に「ジェノブレイカー」と記述される資料も見られる。

### ジェノブレイカーR
リッツ・ルンシュテッド専用機。腹部にAZ3連装ショックキャノンを搭載しているほか、レーザーチャージングブレードをゴールドに塗装している。『ZOIDS VS』シリーズにて登場。

### キラージェノブレイカー
『小学三年生』2001年5月号に登場。前脚はチェーンソーに変更され、機体色は黒となっている。
『ゾイド改造マニュアル』の収録ストーリーにも登場するが、ネオデスザウラー、ジェノユナイトと出撃したところをライガーゼロ軍団に撃破された。

### ジェノクラッシャー
『小学二年生』2000年10月号に掲載された改造ジェノブレイカー。背部にはフリーラウンドシールドの代わりに主翼を装備し、前脚部は延長。右前脚にロングレンジパルスレーザーライフルを1門、左前脚にフリーラウンドシールドを装備。機体色は黒基調となっている。

### 2020エディション ジェノブレイカー
『ゾイドワイルドバトルカードハンター』の第Z-04弾ゾイドカードに旧世代ゾイドとして登場。